# Catherine de Bar
Pour les articles homonymes, voir Bar.
Catherine de Bar, en religion Mère Mectilde du Saint-Sacrement, née le 31 décembre 1614 à Saint-Dié et morte le 6 avril 1698  à Paris, est la fondatrice ou institutrice des Bénédictines de l'Adoration perpétuelle du Très-Saint-Sacrement.

## Biographie
Catherine de Bar est la septième enfant d'une famille issue de petite noblesse lorraine, troisième fille de Jean de Bar, dénommé aussi Jean Barre, et de son épouse Marguerite Guillon.

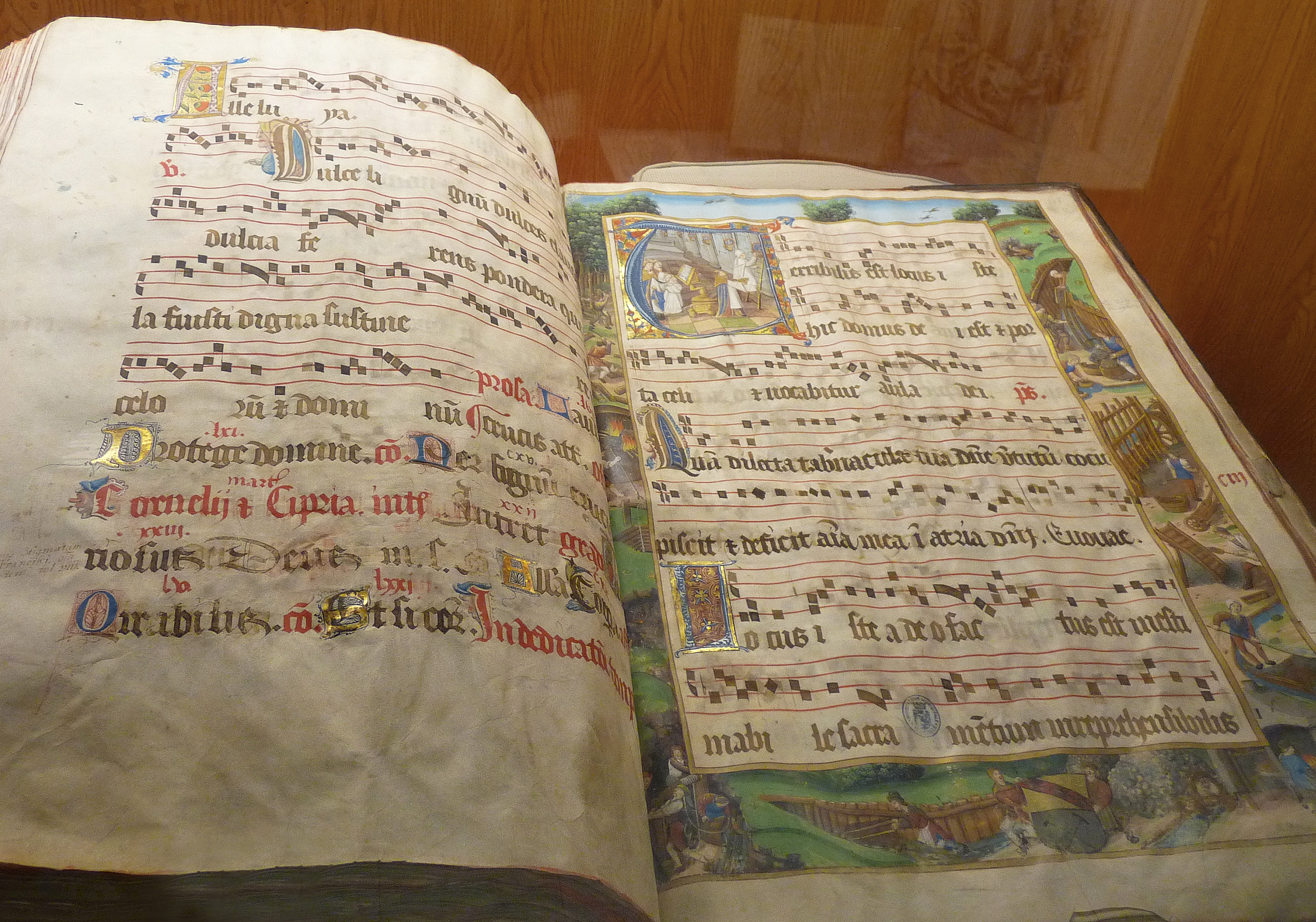
Graduel de la collégiale de Saint-Dié.

Très jeune, Catherine de Bar est fascinée par la liturgie musicale splendide de l'insigne église canoniale de Saint-Dié et surtout la messe chantée en respectant le graduel et les préceptes musicaux grégoriens et franco-flamands. Elle exprime son ardent désir de devenir religieuse et entre comme novice en novembre 1631 chez les Annonciades de Bruyères. Ainsi dans le monastère des dix vertus du faubourg de Bruyères, la jeune Catherine revêt l'habit sous le nom de sœur saint Jean l'Évangéliste.
Elle se révèle une novice, puis une moniale pleine d'énergie et autoritaire. Elle est nommée sous-prieure à dix-neuf ans, puis prieure (ancelle) un an plus tard. Alors qu'elle fait office de supérieure en 1635, la communauté doit s'enfuir en terres comtales de Salm, à Badonviller, face à l'invasion irrésistible des troupes françaises et suédoises en Lorraine. Le duché subit les affres de la guerre de Trente Ans. Les sœurs de l'Annonciade ne restent que quelque temps dans l'ancien pays protestant et partent à Commercy ouvrir un pensionnat. Mais la peste se répand partout à la suite des pillages de la soldatesque et quelques valeureuses sœurs touchées par l'épidémie meurent. Le pensionnat cède à l'effroi et à la panique et les sœurs se séparent. Isolée, sœur saint Jean l'Évangéliste se réfugie chez ses parents dans une Saint-Dié occupée, mais déjà pillée et dévastée. Selon Dom Calmet, ce serait avec quelques-unes de ses filles que la mère supérieure, forcée à l'inactivité pendant trois ans, serait revenue vivre au domicile paternel. Il est plus probable qu'elle ait gardé des relations soutenues avec quelques anciennes sœurs fidèles rendues également à la vie civile.
Dans ce climat de désolation qu'offre la montagne vosgienne, Catherine, frustrée de sa vocation religieuse et souffrant de la perte d'éclat du rituel de la messe et du chant grégorien, se morfond. Aussi, oubliant son ancienne fonction, elle s'empresse d'entrer comme novice dans le couvent récemment restauré des bénédictines de Rambervillers. Elle revêt l'habit le 2 juillet 1639, y attire ses sœurs restées fidèles, apprend à connaître la règle de Ordre de Saint-Benoît et professe le 11 juillet 1640 selon Dom Calmet sous le nom de sœur Catherine de Sainte Mechtilde.
Mais avant la fin de l'année, les religieuses rambuvetaises, complètement démunies, sont en fuite. Elles gagnent Saint-Mihiel et connaissent au début de 1641 une disette extrême. Une mission religieuse envoyée par saint Vincent de Paul vient au secours de la population. Les prêtres de la mission signalent la grande détresse de moniales bénédictines réfugiées de l'orient lorrain au vénérable père Guérin, patron de la mission de secours. Ce dernier prend sa plume pour recommander à Marie de Beauvilliers, abbesse de Montmartre qui répond avec prudence, acceptant d'accueillir deux sœurs à Paris le 21 août 1641. La supérieure Mechtilde conçoit cette invitation comme une délégation binomiale où elle se doit d'être présente pour donner une bonne image de ses filles. La délégation réussit car les autres pauvres sœurs lorraines restées à Saint-Mihiel sont invitées à résider à l'hospice de Saint-Maur-des-Fossés. Mechtilde multiplie les rencontres, découvre le mysticisme auprès de mère Charlotte Le Sergent. Repérée pour ses qualités, elle dirige une section de l'hospice de Saint-Maur, avant d'être nommée à Caen pour diriger de 1647 à 1650 le couvent Notre-Dame-de-Bonsecours, patronnée par la marquise de Mouï.
Mais ses supérieurs lorrains, une fois la guerre terminée en 1648, ont lancé un avis impérieux de recherche et imposé le retour au bercail. Les moniales rambuvetaises doivent revenir dans leur couvent réformé. Sœur Catherine de Sainte Mechtilde, nullement nostalgique, tarde à revenir, après quelques mois de fuite et d'errance, bien installée entre Île de France et Normandie, puis est forcée d'accepter. Ses anciennes sœurs lorraines, influencées par celles qui ont vécu l'exode parisien, l'élisent prieure en 1650 pour lui éviter des sanctions. Mais la guerre entre Français et Lorrains a repris, Rambervillers passe d'une main à l'autre, et la désolation fait s'envoler Mère Mechtilde avec deux de ses moniales chanteuses vers Paris le 24 mars 1651.
Elle ne veut plus faire face aux aléas de la guerre qui se poursuit et subir la difficulté de recrutement de novices et de bonnes chanteuses. Elle se décide de s'émanciper en fondant un institut voué à l'Adoration perpétuelle du Saint-Sacrement de l'autel. Avec l'appui du père Picoté, confesseur de la reine de France, Anne d'Autriche, elle s'attèle à rédiger la règle. Sa communauté de moniales bénédictines, chargée d'accueillir les sœurs lorraines réfugiées à Paris, est placée sous le patronage d'Anne d'Autriche, et avec le concours financier des Parisiens, elle prend enfin racine rue Féron à Paris en 1653. La maison migre rue Cossette en 1658.
Mère Mechtilde du Saint-Sacrement prend part au mouvement de l'école française de spiritualité et parvenue à un poste dirigeant après l'approbation de son institut par le pape Alexandre VII, le 20 septembre 1660, accentue la dévotion de ses religieuses à l'Adoration du Saint-Sacrement, dans la ligne de la réforme catholique en opposition au jansénisme.
Elle fonde neuf couvents entre 1664 et 1696. En réalité, ce sont des couvents qui acceptent la règle de Mère Mechtilde. Un couvent de moniale bénédictines souscrit à Toul en 1664, puis le couvent de Rambervillers en 1666. Notre-Dame-de-Consolation de Nancy adhère en 1669. Puis Mère Mechtilde, toujours rassembleuse de novices et de moniales chanteuses, fonde des monastères à Rouen en 1676, à Paris rue Neuve-Saint-Louis en 1684, à Caen en 1695, à Châtillon-sur-Loing en 1688, à Varsovie en 1688, enfin à Dreux en 1696.
Au fil de ces fondations, l'idée de créer une nouvelle congrégation prend corps. Elle obtient l'approbation du Saint-Siège le 29 mai 1668, mais elle doit affronter le scepticisme de certains évêques gallicans. Louis XIV met un terme aux débats en officialisant les fondations en 1670. Le pape Innocent XI érige l'institut en congrégation en lui donnant de nombreux privilèges par une bulle de 1676.
Mère Mechtilde du Très-Saint-Sacrement meurt le 6 avril 1698, laissant de nombreux écrits de spiritualité et une large correspondance épistolaire. On lui doit entre autres Le Véritable Esprit des religieuses adoratrices perpételles du très Saint-Sacrement, ouvrage révisé par son directeur spirituel de l'époque le jésuite François Guilloré.

## Débat d'historiens-archivistes
Il faut noter que les archives d'époque, notamment les liasses conservées à Épinal et à Nancy, ne mentionnent que le nom simple Catherine Barre ou Catherine Bar, ainsi que le (pré)nom religieux Mectilde (sans le h).
L'évolution des graphies est une conséquence des écrits des généalogistes et des historiens religieux de la fin de l'Ancien Régime. Les premiers voulaient montrer à tout prix l'origine noble de la famille de Catherine puisqu'une de ses sœurs avait épousé l'officier Dominique Lhuillier, anobli par le duc de Lorraine, Charles IV, avant de recevoir le 12 février 1650 pour ses services de colonel la capitainerie de Spitzemberg. Les seconds ont adapté le prénom à la mode du jour, la prononciation phonétique Méktilde s'est d'ailleurs bien préservée à Rambervillers, ainsi que dans le diocèse de Saint-Dié, au XIXe siècle dans les milieux profanes et religieux. L'origine noble de la famille Barre est difficilement contestable, car il aurait été fort difficile à une simple roturière de bonne volonté d'être admise dans une institution féminine bénédictine aussi élitiste, comme à sa sœur d'épouser l'ambitieux chef de corps militaire Lhuillier.
Ces marquages sociaux sont inscrits comme loi d'airain en Lorraine, puisqu'il subsiste encore concrètement des hommes ou paysans à statut d'esclaves, tout comme des seigneurs temporels assujettis à titre personnel au duc souverain, mais libre de tous devoirs fiscaux envers l'état lorrain et récupérateurs outranciers des droits ou privilèges seigneuriaux anciens, comme les nouveaux seigneurs de Spitzemberg. Ces marquages admis par la société d'alors, passent souvent inaperçus aux yeux des historiens, peu familiers des archives ou des modélisations de mode de vie. Ils ont été nettement moins tolérés par les classes moyennes du XVIe siècle, du temps où elles étaient inclinées à embrasser la religion réformée. L'Église chrétienne catholique de Lorraine, prise dans les tourments d'adaptation de l'époque moderne, profondément tiraillée entre groupes jansénistes, foule de pratiquants plus ou moins zélés d'une orthodoxie sectaire hispanisante, défenseurs tolérants du concile de Trente ou dévots mystiques ou réactionnaires, reste assez muette sur cette segmentation sociale, qui est très éloigné d'un message évangélique partagé par l'œcuménisme initié à la Belle Époque.
Mère Mechtilde, tentée par une foi d'élite dans un environnement lorrain assez désastreux ou pour le moins peu propice à cette montée spirituelle, marque en ce sens déjà une coupure radicale avec le christianisme populaire vosgien, teinté de vieilles croyances et de rites spécifiques.